# Barbro Engman
Barbro Birgitta Engman, åren 1978–1994 Engman-Nordin, född 3 juni 1948 i Långshyttans kyrkobokföringsdistrikt i Kopparbergs län,, är en svensk förbundsledare. Hon var mellan åren 2000 och 2014 Hyresgästföreningens ordförande. Hon var tidigare aktiv politiker i Socialdemokraterna och var riksdagsledamot för Stockholms kommuns valkrets 1974–1979.

## Biografi
Barbro Engman växte upp i Falun och är dotter till den inom Socialdemokraterna aktiva Karl-Erik Engman samt sondotter till fackföreningsmannen Gustav Engman. Moderns namn var Birgit Engman.
Hon tog studentexamen vid Falu högre allmänna läroverk 1967 och studerade juridik och statskunskap vid Uppsala universitet 1967–1968.
Hon anställdes vid Försäkringskassan 1968 och var anställd där under cirka 25 år med avbrott för olika fackliga och politiska uppdrag. Hon var avdelningsordförande för Försäkringsanställdas förbund i Stockholm 1971–1977. Som politiskt aktiv i Socialdemokraterna var hon riksdagsledamot för Stockholms kommuns valkrets 1974–1979, fram till valet 1976 som statsrådsersättare och sedan som ordinarie. Hon var ledamot i Landstinget Dalarna 1994-1998.
Mellan 1994 och 1996 var hon hälsoplanerare för Borlänge sjukvårdsområde. Hon var chef inom missbruksvården Prokrami i Säter 1994–1996. Efter detta var hon utredare inom barnpsykiatrin i Landstinget Dalarna 1996–1997. Perioden 1997–2000 var hon försteombudsman i Hyresgästföreningen Dalarna.
År 2000 blev Engman förbundsordförande i Hyresgästföreningen, en post hon innehade till 2014.
Från 2016 till 2018 var hon styrelseordförande för Samtrygg, ett bolag som förmedlar andrahandsbostäder.
I mars 2021 framkom det att Engman under sin tid som förbundsordförande i Hyresgästföreningen fick drygt 25 miljoner kronor i lön och ersättningar.